# Temple Owls football
I Temple Owls sono la squadra di football americano di college che rappresenta la Temple University dal 1894. Gioca nella Divisione I della Football Bowl Subdivision della National Collegiate Athletic Association (NCAA) nella American Athetic Conference. I Temple Owls giocano le loro partite interne al Lincoln Financial Field di Filadelfia. Precedentemente, dal 1991 fino al 2004, gli Owls giocavano nella Big East Conference da cui però furono esclusi per mancanza di impegno da parte della gestione universitaria. Gli Owls giocarono dal 2005 al 2006 come indipendenti prima di aderire alla Mid-American Conference dal 2007 al 2011. Nel marzo 2012 la squadra di football degli Owls rientrò nella Big East Conference, mentre le squadre della Temple degli altri sport rientrarono dal 2013, e nello stesso anno la conference fu rinominata in American Athletic Conference. Temple è l'unico membro originario della Big East che fa parte dell'American Athletic Conference.

## Giocatori selezionati nel Draft NFL
Nel seguito la lista dei giocatori dei Temple Owls selezionati nel draft NFL.
| Giocatori selezionati nel Draft NFL |                              |                              |                              |                              |            |       |
| Draft                               | Giro                         | Scelta                       | Scelta assoluta              | Giocatore                    | Squadra    | Ruolo |
| 2020                                | 3                            | 14                           | 78                           | Matt Hennessy                | Falcons    | C     |
| 2020                                | 5                            | 23                           | 169                          | Harrison Hand                | Vikings    | DB    |
| 2020                                | 6                            | 17                           | 196                          | Shaun Bradley                | Eagles     | LB    |
| 2020                                | 7                            | 27                           | 241                          | Chapelle Russell             | Buccaneers | LB    |
| 2019                                | 2                            | 2                            | 34                           | Rock Ya-Sin                  | Colts      | DB    |
| 2019                                | 5                            | 2                            | 140                          | Ryquell Armstead             | Jaguars    | RB    |
| 2019                                | 7                            | 35                           | 249                          | Michael Dogbe                | Cardinals  | DT    |
| 2018                                | 6                            | 12                           | 186                          | Jacob Martin                 | Seahawks   | DE    |
| 2018                                | 7                            | 5                            | 223                          | Jullian Taylor               | 49ers      | DT    |
| 2017                                | 1                            | 13                           | 13                           | Haason Reddick               | Cardinals  | LB    |
| 2017                                | 2                            | 31                           | 63                           | Dion Dawkins                 | Bills      | G     |
| 2017                                | 5                            | 14                           | 158                          | Nate Hairston                | Colts      | DB    |
| 2016                                | 4                            | 6                            | 104                          | Tavon Young                  | Ravens     | DB    |
| 2016                                | 5                            | 13                           | 152                          | Matthew Ioannidis            | Redskins   | DT    |
| 2016                                | 7                            | 25                           | 246                          | Tyler Matakevich             | Steelers   | LB    |
| 2012                                | 3                            | 21                           | 84                           | Bernard Pierce               | Ravens     | RB    |
| 2012                                | 4                            | 16                           | 111                          | Evan Rodriguez               | Bears      | TE    |
| 2012                                | 5                            | 3                            | 138                          | Tahir Whitehead              | Lions      | LB    |
| 2011                                | 1                            | 30                           | 30                           | Muhammad Wilkerson           | Jets       | DT    |
| 2011                                | 2                            | 22                           | 54                           | Jaiquawn Jarrett             | Eagles     | DB    |
| 2009                                | 3                            | 8                            | 72                           | Terrance Knighton            | Jaguars    | DT    |
| 2005                                | 5                            | 30                           | 166                          | Rian Wallace                 | Steelers   | LB    |
| 2003                                | 4                            | 20                           | 117                          | Dan Klecko                   | Patriots   | DT    |
| 2003                                | 7                            | 23                           | 237                          | Dave Yovanovits              | Jets       | T     |
| 2002                                | 7                            | 27                           | 238                          | Raheem Brock                 | Eagles     | DE    |
| 2001                                | 4                            | 16                           | 111                          | Mathias Nkwenti              | Steelers   | T     |
| 1997                                | 4                            | 32                           | 128                          | Alshermond Singleton         | Buccaneers | LB    |
| 1996                                | 2                            | 27                           | 57                           | Lance Johnstone              | Raiders    | LB    |
| 1996                                | 6                            | 20                           | 187                          | Jon Clark                    | Bears      | T     |
| 1994                                | 2                            | 2                            | 31                           | Tre Johnson                  | Redskins   | T     |
| 1989                                | 8                            | 25                           | 220                          | Todd McNair                  | Chiefs     | RB    |
| 1988                                | 3                            | 23                           | 78                           | Ralph Jarvis                 | Bears      | DE    |
| 1988                                | 8                            | 18                           | 211                          | Mike Hinnant                 | Steelers   | TE    |
| 1987                                | 1                            | 19                           | 19                           | Paul Palmer                  | Chiefs     | RB    |
| 1987                                | 6                            | 5                            | 145                          | Willie Marshall              | Packers    | WR    |
| 1987                                | 11                           | 24                           | 303                          | Larry Brewton                | Browns     | DB    |
| 1986                                | 1                            | 9                            | 9                            | John Rienstra                | Steelers   | G     |
| 1986                                | 6                            | 20                           | 158                          | Lloyd Yancey                 | Cowboys    | G     |
| 1985                                | 3                            | 5                            | 61                           | Anthony Young                | Colts      | DB    |
| 1984 sup.                           | 3                            | 9                            | 65                           | Tom Kilkenny                 | Bengals    | LB    |
| 1984 sup.                           | 3                            | 17                           | 73                           | Tim Riordan                  | Cardinals  | QB    |
| 1984                                | 7                            | 5                            | 173                          | Kevin Ross                   | Chiefs     | DB    |
| 1983                                | 8                            | 13                           | 209                          | Mike McClearn                | Browns     | G     |
| 1982                                | 10                           | 9                            | 260                          | Gerald Lucear                | Vikings    | WR    |
| 1981                                | 12                           | 26                           | 330                          | Mark McCants                 | Falcons    | DB    |
| 1980                                | 8                            | 25                           | 218                          | Mike Curcio                  | Eagles     | LB    |
| 1980                                | 9                            | 6                            | 227                          | Mark Bright                  | Colts      | RB    |
| 1980                                | 12                           | 23                           | 328                          | Wiley Pitts                  | Oilers     | WR    |
| 1979                                | 8                            | 26                           | 218                          | Robert Brewer                | Chiefs     | G     |
| 1979                                | 11                           | 22                           | 297                          | Zach Dixon                   | Broncos    | RB    |
| 1977                                | 6                            | 5                            | 144                          | Joe Klecko                   | Jets       | DT    |
| 1977                                | 6                            | 25                           | 164                          | Jim Cooper                   | Cowboys    | T     |
| 1976                                | 3                            | 32                           | 92                           | Don Bitterlich               | Seahawks   | K     |
| 1975                                | 6                            | 24                           | 154                          | Harry Hynoski                | Browns     | RB    |
| 1975                                | 7                            | 4                            | 160                          | Steve Joachim                | Colts      | QB    |
| 1975                                | 17                           | 13                           | 429                          | Garry Webb                   | Eagles     | DE    |
| 1973                                | 4                            | 19                           | 97                           | Bill Singletary              | Chargers   | LB    |
| 1973                                | 10                           | 14                           | 248                          | Nick Mike-Mayer              | Falcons    | K     |
| 1970                                | 9                            | 15                           | 223                          | Chris Fletcher               | Chargers   | DB    |
| 1969                                | 8                            | 3                            | 185                          | Jim Callahan                 | Falcons    | WR    |
| 1967                                | 14                           | 11                           | 352                          | Mike Stromberg               | Jets       | LB    |
| 1966                                | 20                           | 13                           | 303                          | Joe Petro                    | Browns     | DB    |
| 1958                                | 30                           | 2                            | 351                          | Jim Thompson                 | Eagles     | E     |
| 1955                                | 18                           | 7                            | 212                          | Joe Stout                    | Giants     | B     |
| 1955                                | 29                           | 12                           | 349                          | Ted (Tex) Robinson           | Browns     | B     |
| 1954                                | 19                           | 10                           | 227                          | Bob Edmiston                 | 49ers      | T     |
| 1953                                | 9                            | 4                            | 101                          | Pat Sarnese                  | Steelers   | T     |
| 1952                                | 24                           | 4                            | 281                          | Joe Tyrrell                  | Eagles     | G     |
| 1948                                | 6                            | 4                            | 39                           | Phil Slosburg                | Yanks      | B     |
| 1946                                | 15                           | 4                            | 134                          | Johnny Timko                 | Bears      | C     |
| 1946                                | 19                           | 2                            | 172                          | Jack Burns                   | Yanks      | B     |
| 1946                                | 19                           | 3                            | 173                          | Bill Cloud                   | Steelers   | T     |
| 1945                                | 7                            | 8                            | 62                           | Mike Jamoluk                 | Lions      | T     |
| 1944                                | 19                           | 9                            | 195                          | Jimmy Woodside               | Steelers   | C     |
| 1943                                | 22                           | 4                            | 204                          | George Sutch                 | Cardinals  | B     |
| 1943                                | 27                           | 3                            | 253                          | Al Drulis                    | Cardinals  | G     |
| 1942                                | 16                           | 1                            | 141                          | Andy Tomasic                 | Steelers   | B     |
| 1940                                | 5                            | 7                            | 37                           | Ed Kolman                    | Bears      | T     |
| 1940                                | 12                           | 10                           | 110                          | Ed McGee                     | Giants     | G     |
| 1937                                | 9                            | 6                            | 86                           | Bill Docherty                | Redskins   | T     |
| Totale giocatori selezionati        | Totale giocatori selezionati | Totale giocatori selezionati | Totale giocatori selezionati | Totale giocatori selezionati | 80         | 80    |